# Raubschloss (Gräfenroda)

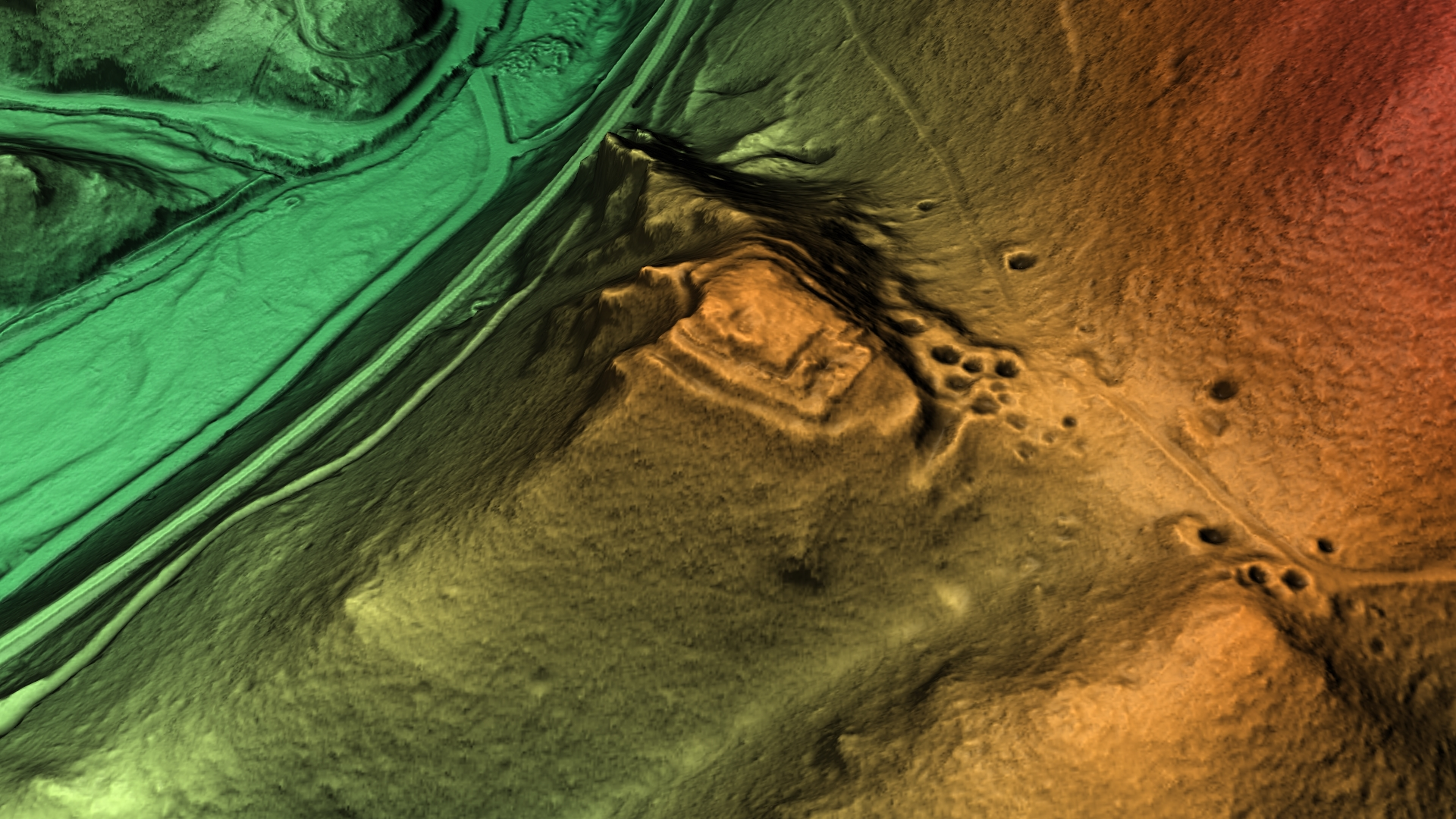
3D-Ansicht des digitalen Geländemodells

Das Raubschloss (oder die Alteburg) war eine hochmittelalterliche Befestigungsanlage bei Gräfenroda auf dem westlichen Bergsporn des Arlesberges, auch Alte Burg genannt.

## Lage
Die Burgstelle befindet sich etwa 3,5 km (Luftlinie) südwestlich vom Ortszentrum von Gräfenroda und etwa 2 km südlich vom Ortsteil Dörrberg. Unterhalb der Burg verläuft die vielbefahrene Bahntrasse Erfurt–Oberhof–Suhl durch das Tal der Wilden Gera.  Für die Anlage der Burg war der Verlauf der mittelalterlichen Handelsstraße bei Geschwenda entscheidend. Zahlreiche Hohlwege markieren am Osthang des Arlesberg, etwa 900 m entfernt, den Aufstieg dieser wichtigen Handelsstraße, ihr Verlauf war (laut Gerbing): Arnstadt – Plaue – Geschwenda – Aufstieg am Arlesberg  –  Güldene Brücke – Rennsteig, danach – Abstieg nach Goldlauter und Suhl. Eine zweite Straße verlief von Arnstadt über Liebenstein, Gräfenroda, Waldsberg, Löffelbühl und Oberhof nach Suhl.

## Geschichte
Wahrscheinlich um 1150 ließen die Grafen von Kevernburg die kleine Burganlage am Nordrand des Thüringer Waldes errichten. Während der zahlreichen Kämpfe im 13. Jahrhundert ging die Burg mehrfach in den Besitz von Raubrittern über, die dem Erfurter Handelsverkehr großen Schaden zugefügt haben. In den Jahren 1290 und 1343 wurde die Burg belagert und zuletzt vollkommen zerstört.

### Bergbauversuch
Zu Beginn des 17. Jahrhunderts wurden die Wälder um die Burg von Bergleuten aufgesucht, die zuvor schon am Westhang des Arlesberges Bergwerke angelegt hatten. Man hoffte auch hier Kupfer- und Silbererze zu fördern. 1606 erwarb Barthel Drachstedt, Bergbauunternehmer aus Ilmenau die Konzession für das Abbaugebiet Alte Burg und den Arlesberg. In den folgenden fünf Jahren lockte dieses Gebiet zahlreiche Investoren an, jedoch umsonst: nach Abzug aller Erträge stand ein Verlust von über 13.000 Gulden für die angelegten Stollen, Schächte, Wasserbauwerke und den Bau von Pochwerken, Schmelzhütten und Unterkünften zu Buche.

### Ausgrabungen
Der Forstmeister Carl Brückner leitete von 1905 bis 1909 die ersten Ausgrabungen im Gelände der Alteburg. Er bestimmte ihre Struktur und äußeren Abmessungen. Die Burg war eine rechteckige Anlage und hatte eine Ausdehnung von 65 m × 50 m. In der Mitte befand sich ein aus den Felsen gehauener ca. 1,5 m × 1,0 m großer Ziehbrunnen, dessen geschätzte Tiefe soll etwa 30 m betragen; denkbar wäre jedoch auch ein Bergbauschacht. Die unteren Teile des Mauerwerks der Burg bestanden aus dem örtlich vorhandenen Kalkstein, die Obergeschosse aus Sandsteinen der Umgegend.
Heute ist eine rekonstruierte Mauerpartie an der Ausgrabungsstätte zu besichtigen.

## Status
Die Burgstelle ist ein geschütztes Bodendenkmal. Das betreffende Gelände wird forstwirtschaftlich genutzt.

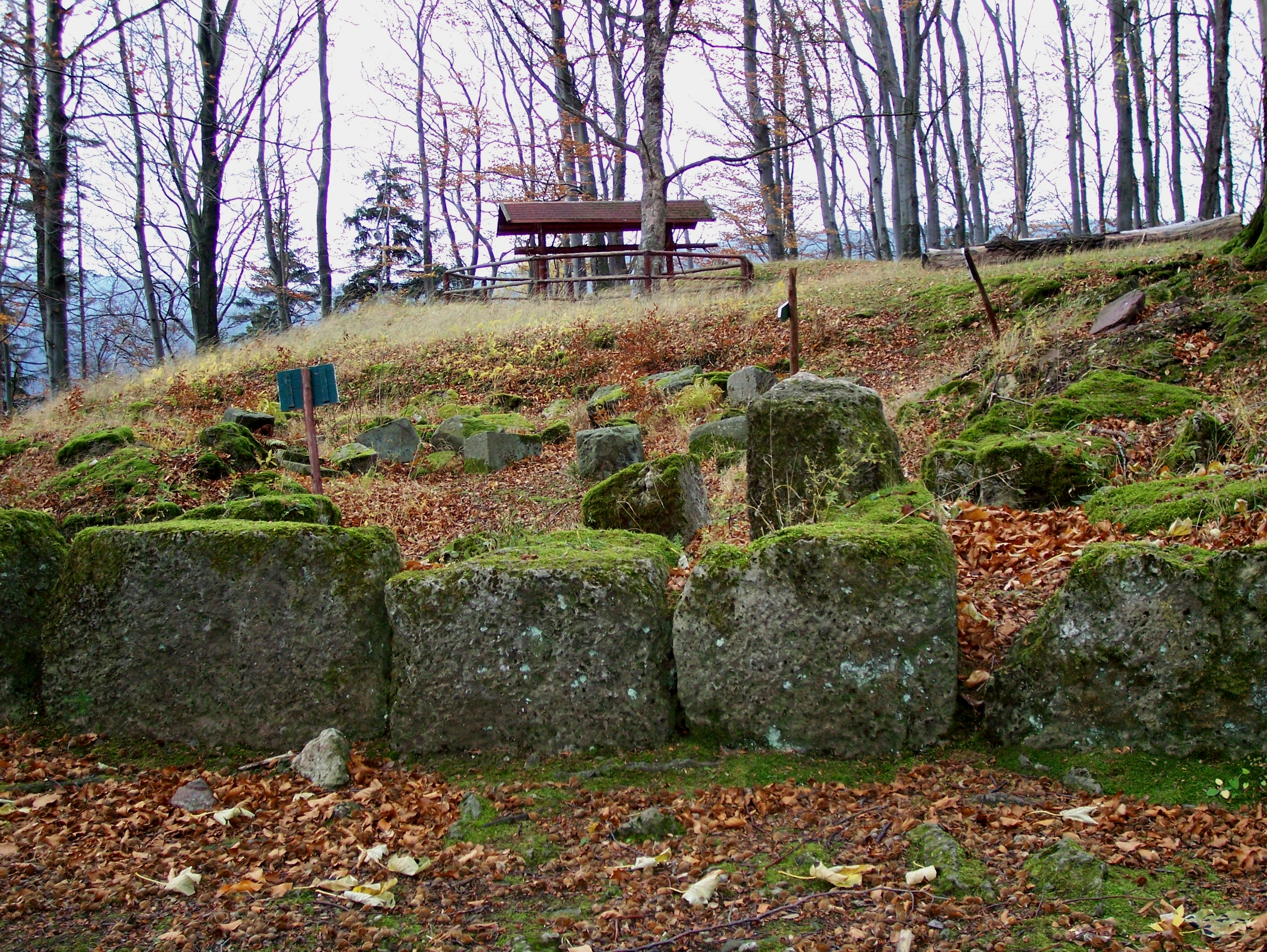
Raubritterburg bei Gräfenroda-Dörrberg

## Überlieferung
Um das Raubschloss ranken sich einige Sagen. So soll der Burggraf und seine Tochter Katharina Anna einst von den Raubrittern vertrieben worden sein.